# Stanley Matthews (politikus)
Stanley Matthews (Cincinnati, 1824. július 21. – Washington, 1889. március 22.) az Amerikai Egyesült Államok szenátora.